# 宝丰站 (昆明市)
宝丰站是一个位于中华人民共和国云南省昆明市官渡区官渡街道环湖东路地下，属于昆明地铁5号线与建设中的2号线的地铁换乘站，亦是昆明地铁5号线的终点站，2022年6月29日启用。

## 车站结构
本站为地下二层岛式月台。
| 地面层          | 出入口                               |                                                    |
| 地下一层        | 站厅                                 | 票务服务、自动售票机、一卡通充值、安检、进出站闸机 |
| 地下二层 站台层 |                                      |                                                    |
|                 | █ 5号线往世博园 （滇池国际会展中心） |                                                    |
| 岛式站台        |                                      |                                                    |
|                 | █ 5号线落客月台                      |                                                    |

## 出入口
本站设有3个出口：
|                       | 编号     | 地点           | 建议前往的目的地 | 照片 |
| 出口 · A · 升降机标志 | 环湖东路 | 宝丰社区居委会 |                  |      |
| 出口 · B              | 云秀路   | 艺术家园       |                  |      |
| 出口 · C              | 珥季路   | 半岛公交车场   |                  |      |
| 註： 設有             |          |                |                  |      |